# 티테이블에 앉아있는 여인
티테이블에 앉아있는 여인(Lady at the Tea Table)은 미국의 미술가 메리 카사트의 19세기 말 그림이다. 이 작품은 유화 캔버스로 그린 것이며 뉴욕 메트로폴리탄 미술관에 소장되어 있다.

## 상세
이 그림은 카사트의 어머니의 사촌 메리 디킨슨 리들(Mary Dickinson Riddle)이 찻상이 차려진 테이블에 착석한 모습을 그리고 있다. 테이블 위 다기 세트는 리들의 딸이 카사트네 가족에 선물한 것으로, 당시 중국 청나라 광저우에서 생산되던 금빛 청화백자 도자기이다. 19세기 광저우는 옛 중국 무역의 중심지이자 항구도시로, 서양에서는 도자기 수출로 유명한 도시였다. 카사트는 리들 가족에게 이 그림으로 보답하였지만, 리들의 딸은 어머니의 코가 너무 크게 그려졌다며 싫어했다고 한다. 1923년 카사트가 메트로폴리탄 미술관에 기증하며 현재까지 전해지고 있다.
회화 면에서 이 그림은 카사트 특유의 인상주의 스타일을 반영하고 있다. 피사체의 뚜렷한 윤곽에 중점을 크게 두었으며, 리들 부인의 보석은 찻상의 금박과 짝을 이룬다. 마찬가지로 배경에 사용된 희미한 푸른색조는 리들 부인의 눈과 도자기의 푸른색으로 시선을 끌어당긴다. 그림 속 상대적으로 단순한 디자인은 카사트가 영향을 받은 오리엔탈리즘 미술과도 비교해 볼 수 있다.